# Житковці
Житковці (словен. Žitkovci) — поселення в общині Добровник, Помурський регіон, Словенія. Висота над рівнем моря: 167 м.